# Friday the 13th Part III
Friday the 13th Part III, ook bekend als Friday the 13th Part 3 of Friday the 13th Part 3: 3D is een Amerikaanse slasherfilm uit 1982, geregisseerd door Steve Miner.
De film is het derde deel uit de Friday the 13th-reeks en is een van de eerste films met 3D-effecten.
In deze film krijgt antagonist Jason Voorhees zijn kenmerkende hockeymasker.

## Verhaal
Een idyllisch begonnen zomer verandert in een verschrikkelijke nachtmerrie voor een nieuwe groep welzijnswerkers. Ze negeren de bloederige erfenis van Camp Crystal Lake's, een voor een worden ze het slachtoffer van de moordlustige maniak Jason, die hun bewegingen op de voet volgt.

## Rolverdeling
| Acteur          | Personage       |
| --------------- | --------------- |
| Richard Brooker | Jason Voorhees  |
| Dana Kimmell    | Chris Higgins   |
| Paul Kratka     | Rick            |
| Tracie Savage   | Debbie          |
| Jeffrey Rogers  | Andy            |
| Catherine Parks | Vera Sanchez    |
| Larry Zerner    | Shelly          |
| David Katims    | Chuck           |
| Rachel Howard   | Chili           |
| Marilyn Poucher | Pamela Voorhees |
| Nick Savage     | Ali             |
| Gloria Charles  | Fox             |
| Kevin O'Brien   | Loco            |
| Cheri Maugans   | Edna            |
| Steve Susskind  | Harold          |

## Boekadaptaties
- Michael Avallone - Friday the 13th, Part 3 (1982)
- Simon Hawke - Friday the 13th, Part 3 (1988)